# Jean Lemaistre
Pour les articles homonymes, voir Lemaistre.
Jean Lemaistre est un homme politique français, né le 11 mars 1862 à Paimbœuf (Loire-Inférieure) et mort le 10 mars 1951 à Noyal-sur-Vilaine (Ille-et-Vilaine). Membre du Parti radical, républicain socialiste il fut conseiller municipal puis maire de Rennes entre 1929 et 1935 et sénateur d‘Ille-et-Vilaine de 1932 à 1941. Il fut ami d'enfance d'Aristide Briand.

## Biographie

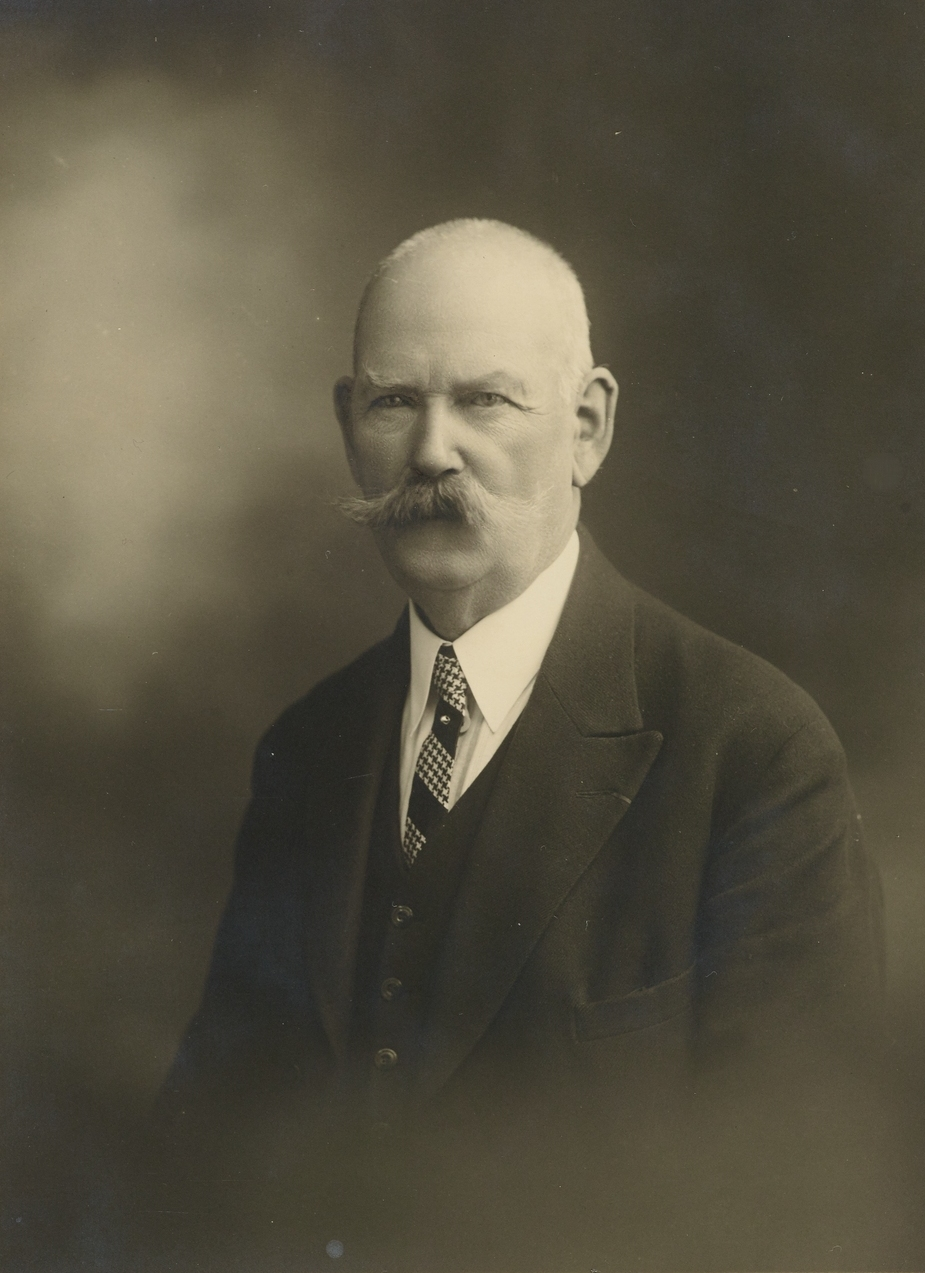

Originaire de Loire-Inférieure, Jean Léon Lucien Raphaël Marie Lemaistre est le fils de Léon François Lemaistre, professeur de collège et secrétaire à la sous-préfecture, et de Anne Lucie Arteil. 
Il mène une carrière dans l’administration au cours de laquelle il est d'abord commis de perception à la Recette des Finances de Saint-Nazaire entre 1878 et 1881. Engagé volontaire pour cinq ans en 1881, il navigue d'abord comme novice puis entre dans l'artillerie et devient maréchal des logis-chef en 1884 avant d'être libéré en 1885, étant fils aîné de veuve. Il est ensuite chef de service à la trésorerie générale d’Ille-et-Vilaine entre 1885 à 1894 puis chef de division à la préfecture d'Ille-et-Vilaine de 1894 à 1910. Il est directeur de l'asile départemental d'aliénés, l'asile Saint-Méen entre 1910 et 1932, année de sa retraite. 
Après avoir été quatrième adjoint, il est élu maire de Rennes lors des élections municipales de mai 1929, puis par le conseil municipal par 21 voix contre 15 pour Eugène Quessot, lors d'une séance houleuse. Membre de l'Union républicaine, il prend alors la suite du socialiste Carle Bahon. Il remporte, à l'âge de 73 ans, les élections municipales de 1935, est réelu par le conseil municipal en mai 1935 à 25 voix sur 36 mais démissionne en octobre 1935 pour des raisons de santé, après avoir notamment été opéré en 1933. Initialement, il demande sa démission de conseiller municipal le 2 octobre 1935 au préfet d'Ille-et-Vilaine mais se rétracte afin de permettre le vote du budget et siège donc au conseil municipal sous le mandat de François Château. En 1933, il avait quitté sa fonction de secrétaire général au sein de l'association des Maires et Adjoints aux Maires d'Ille-et-Vilaine.
Après avoir perdu face à Charles Stourm aux élections anticipées en juin 1932 pour devenir sénateur d'Ille-et-Vilaine, il est élu au deuxième tour des élections sénatoriales du 16 octobre 1932. Pendant son mandat à la Haute Assemblée, il ne fait pas d’interventions remarquées. Il fait partie des commissions des douanes, de la marine et des comptes définitifs et vote en faveur du projet de loi constitutionnelle de Vichy le 10 juillet 1940.
Il se retire de la vie politique pendant l’Occupation. Il meurt le 10 mars 1951 à Noyal-sur-Vilaine, où son gendre et sa fille tenaient, jusqu'en 1940, la fromagerie Ravalet. Inhumé le 14 mars 1951 au cimetière du Nord, un car fut affrété depuis Rennes pour permettre aux Rennais d'assister aux obsèques en l'église de Noyal-sur-Vilaine. Marié à Anne Joséphine Eugénie Charton en 1892, il eut trois filles ; Yvonne Latreille, Anne Ravalet et Jeanne-Paule Jannès et devient veuf en septembre 1944. Il résidait 25, rue Richard Lenoir à son mariage puis 181, rue de Paris du temps de ses fonctions à l'asile puis 91, avenue Aristide Briand à Rennes après sa retraite avec sa fille Yvonne.

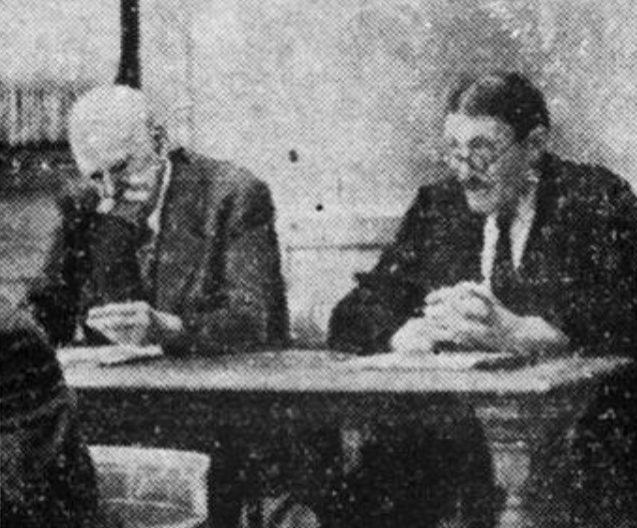
Jean Lemaistre et Eugène Quessot, conseillers municipaux lors de l'élection de François Château au conseil municipal de Rennes d'octobre 1935

En août 1944, il fait un don de 10 000 francs au profit des familles de Rennes et Saint-Malo éprouvées par la guerre. 

## Amitié avec Aristide Briand
Aristide Briand, homme politique français et prix Nobel de la Paix en 1926, fut un ami d'enfance de Jules Lemaistre. Un mois après son décès, en avril 1932, sous le mandat de Jean Lemaistre, le conseil municipal de la ville de Rennes donne le nom d'Aristide Briand à une des principales avenues de la cité, longeant la Vilaine. L'ancien maire, toujours sénateur, s'y installe quelques années après.
Les deux hommes, nés en mars 1862 en Loire-Inférieure, ont partagé les bancs de l'école jusqu'à l'âge de seize ans à Saint-Nazaire. Ils se sont connus à la Maternelle, et furent camarades de classe à l'école communale au collège. Ils ont continué à se fréquenter toute leur vie.

## Hommage
Une rue de Rennes située route de Lorient porte le nom de Jean Lemaistre depuis 1957.

## Distinctions
- Officier de l'Instruction publique (1906)[13]
- Chevalier de la Légion d'honneur (8 janvier 1910)[1]
- Commandeur de l'ordre du Mérite agricole (4 août 1912, chevalier en 1908[14]) pour avoir fondé des sociétés de secours mutuel contre la mortalité du bétail[15]
- Médaille de bronze de l'Assistance publique (1922)[16]

## Mandats électoraux
Sénateur
- 11 janvier 1933 - 31 décembre 1941 : sénateur d‘Ille-et-Vilaine

Conseiller municipal
- mai 1925 - mai 1929 : quatrième adjoint au maire de Rennes[17]
- 12 mai 1929 - octobre 1935 : maire de Rennes
- octobre 1935 - juin 1940 : conseiller municipal de Rennes

## Sources
- « Jean Lemaistre », dans le Dictionnaire des parlementaires français (1889-1940), sous la direction de Jean Jolly, PUF, 1960 [détail de l’édition]